# Lijst van burgemeesters van Deinze
Dit is een chronologische lijst van de Deinse burgemeesters.
- 1777-1784 Pierre-François Beyens
- 1788-1792 Pierre-François Beyens
- 1848-18?? Charles Reyntjens
- 1902-1924 Eduard Galens
- 1933-1944 Jozef Van Risseghem
- .... Jozef Verleye
- 1953-1964 Jozef Van Risseghem
- 1965-1970 Carlos Maere
- 1971-1980 Ernest Van De Wiele (CVP)
- 1980-2000 Roger Boerjan (CVP)
- 2001-2011 Jacques De Ruyck (CD&V)
- 2012-2024 Jan Vermeulen (CD&V)
- 2024-heden Rutger De Reu (CD&V)

Brussels Hoofdstedelijk Gewest:
Anderlecht · 
Brussel

Vlaanderen:
Aalst · 
Aarschot · 
Antwerpen · 
 Asse · 
Beernem · 
Bertem · 
Blankenberge · 
Brugge · 
Damme · 
De Haan · 
De Panne · 
Deerlijk · 
Deinze · 
Eeklo · 
Evergem · 
Galmaarden · 
Geraardsbergen · 
Gent · 
Halle · 
Hasselt · 
Herent · 
Herk-de-Stad · 
Herzele · 
Heusden-Zolder · 
Houthalen-Helchteren · 
Ichtegem · 
Kaprijke · 
Knokke-Heist · 
Kortemark · 
Kortenberg · 
Kortrijk · 
Leuven · 
Lichtervelde · 
Lievegem · 
Lokeren · 
Maldegem · 
Mechelen · 
Moerbeke-Waas · 
Ninove · 
Oostende · 
Oostkamp · 
Poperinge · 
Roeselare · 
Ronse · 
Sint-Lievens-Houtem · 
Sint-Niklaas · 
Sint-Truiden · 
Temse · 
Tielt · 
Tienen · 
Tongeren · 
Torhout · 
Veurne · 
Waregem · 
Wellen · 
Wetteren · 
Wichelen · 
Zaventem · 
Zedelgem · 
Zele · 
Zonhoven · 
Zottegem

Wallonië: 
Charleroi · 
's-Gravenbrakel · 
Morlanwelz · 
Ophain-Bois-Seigneur-Isaac